# Lecania baeomma
Lecania baeomma är en lavart som först beskrevs av William Nylander och som fick sitt nu gällande namn av P. James & J. R. Laundon. 
Lecania baeomma ingår i släktet Lecania och familjen Ramalinaceae. Inga underarter finns listade i Catalogue of Life.